# 常光裕
常光裕（？—？），本籍盛京遼陽州。他為漢軍正黃旗，亦為監生。
康熙三十四年（1695年），任泉州府知府。1696年，由泉州知府調任福建分巡台灣廈門道。